# 北本水辺プラザ公園
北本水辺プラザ公園（きたもとみずべプラザこうえん）は埼玉県北本市大字荒井にある河川公園である。

## 概要
北本市付近を流れる荒川に沿って作られた河川敷公園（河川公園）として2012年（平成24年）に竣工し、同年5月20日にオープニングイベントを開催した。公園内には舟運で栄えたかつての荒川の川の流れをイメージした「旧流路体験水路」や芝生広場がある。
公園を管理・維持するための費用をねん出するため、桶川市にある清涼飲料メーカー「三国コカ・コーラボトリング」との間で施設命名権を締結した。この命名権契約の締結は日本の直轄河川敷開発事業に限ると全国初の試みであり、契約当時は「三国コカ・コーラボトリング北本みずべひろば」という愛称が付いた。ちなみに、条例上の正式名称は当初より「北本水辺プラザ公園」としている。

## 歴史
- 2011年（平成23年）2月17日 - 三国コカ・コーラボトリングとの間で、施設命名権を締結する[3]。これは、日本の直轄河川敷開発事業では初の試みであった[3]。
- 2012年（平成24年） - 公園が竣工し、同年5月20日にオープニングイベントを開催する[4]。同イベントはさかなクンを迎えて開催したイベントであった[4]。
- 2016年（平成28年）11月28日 - 北本市議会で市内の各公園を対象とした指定管理者制度の導入に関する議案を提出したことを公表する[注 3][6]。
- 2017年（平成29年）4月1日 - 同日より指定管理者制度を適用し、矢口造園が指定管理者となる[注 4]。矢口造園はその後、北本市との間で指定管理者制度の契約を更新している[注 5][8]。

## 施設
- 芝生広場[2]
- 旧流路体験水路[2]

## アクセス
鉄道
- JR高崎線北本駅から川越観光自動車[注 6]。「野外活動センター入口」停留所下車、徒歩5分[1][2]。

自動車
- 首都圏中央連絡自動車道（圏央道）桶川北本インターチェンジ下車、約15分[1]。  - （駐車場：約70台[1]）

## 利用情報
- 住所：埼玉県北本市大字荒井[1]
- 開門時間：4月 - 9月 8時00分 - 18時00分、10月 - 翌年3月 8時00分 - 17時00分[1]
- 定休日：毎月第4月曜（休日の場合はその翌日）と年末年始（12月28日 - 翌年1月3日）[1]
- 利用料：無料[1]

## 周辺

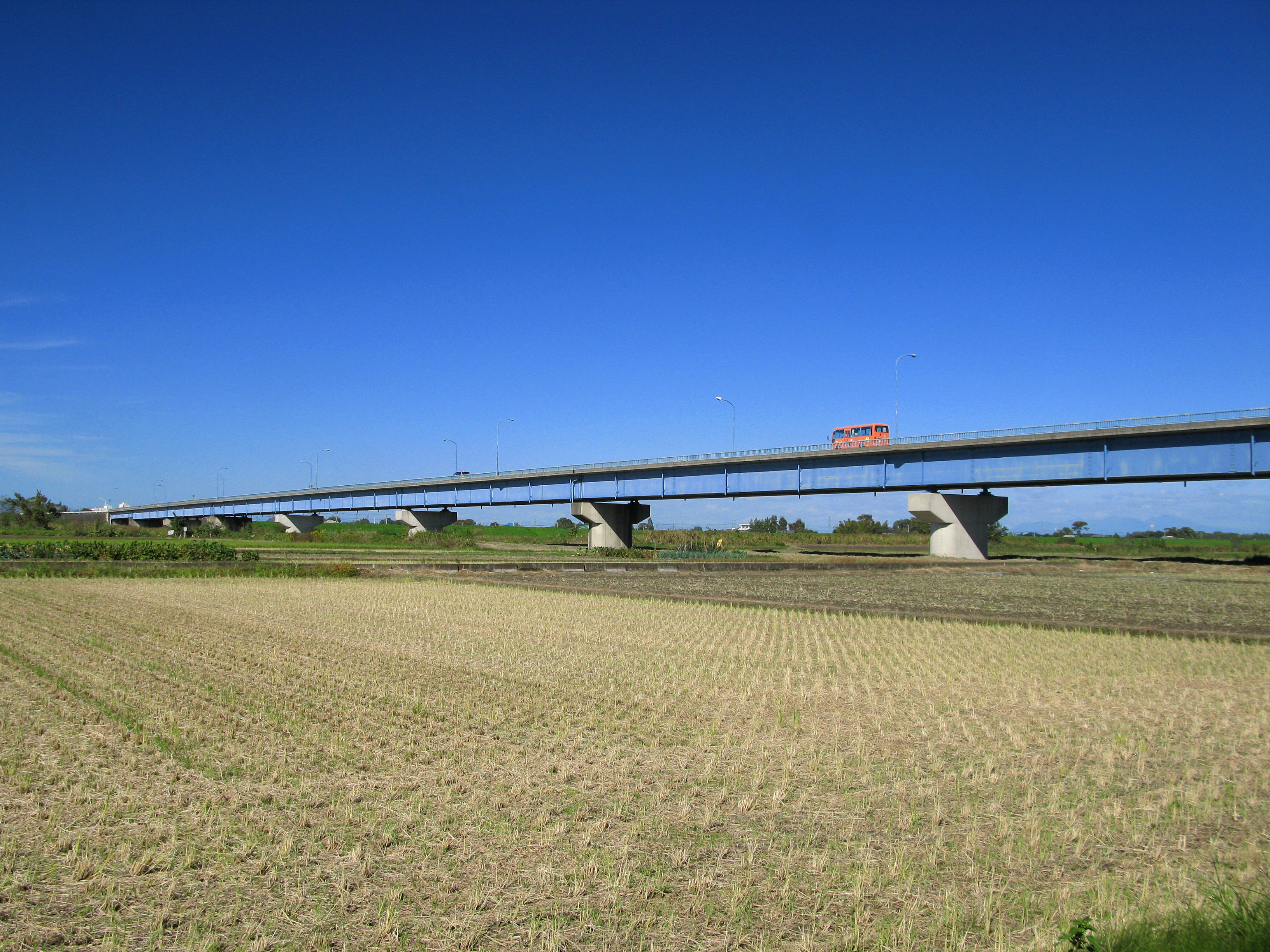
荒井橋（2012年10月）

公園のすぐ南側に荒井橋が架かり、その歩道より公園の全景を望むことができる。
- 高尾さくら公園[周辺 1] - 全国から集められたさまざまな種類の桜が植樹されている。
- 阿弥陀堂 - 樹齢約200年のエドヒガンザクラがある。
- 野外活動センター
- 高尾宮岡の景観地[周辺 2]
- 高尾橋 - 冠水橋
- 高尾スポーツ広場
- 荒川ビオトープ[周辺 3]
- 北本自然観察公園[周辺 4]
- 城ヶ谷堤[周辺 5] - 桜の名所
- 天神下公園
- 北里大学メディカルセンター
- 石戸蒲桜
- 埼玉県道33号東松山桶川線 - 荒井橋もこの県道に属する。